# Łukasz Sosin
Łukasz Sosin (* 7. Mai 1977 in Kraków, Polen) ist ein ehemaliger polnischer Fußballspieler.

## Vereinskarriere
Der Mittelstürmer begann seine Profikarriere 1996 beim damaligen polnischen Erstliga-Klub Hutnik Krakau, von wo er Ende 1996 zu Cracovia in die 2. Liga ausgeliehen wurde. Nach der Saison 1996/1997 kehrte Sosin wieder zu Hutnik Krakau, die bereits in die 2. Liga abgestiegen waren, zurück und spielte hier zwei weitere Jahre. In der Saison 1998/1999 war er mit 17 Toren Torschützenkönig der 2. Polnischen Liga.
Erst zur Saison 1999/2000 wechselte er wieder in die Ekstraklasa (die höchste polnische Spielklasse) zu Odra Wodzisław. Hier konnte er sich auf Anhieb einen Stammplatz erkämpfen und schoss in seiner ersten Saison für den neuen Klub gleich 10 Tore. Dies machte ihn für den polnischen Spitzenklub Wisła Krakau interessant, so dass der ihn für die neue Saison verpflichtete. Hier konnte Sosin zwar die polnische Meisterschaft gewinnen, kam aber nie über die Reservistenrolle hinaus. So wurde er wieder an Odra Wodzisław ausgeliehen, konnte hier an alte Leistungen anknüpfen und schoss in der Saison 2001/2002 zwölf Tore für seinen neuen/alten Klub. 
2002 wagte Łukasz Sosin den Schritt ins Ausland nach Zypern zu Apollon Limassol. Hier wurde er gleich zur festen Größe und konnte mit dem Klub sowohl die zypriotische Meisterschaft wie auch den zypriotischen Supercup holen. Ab der Saison 2007/2008 bis Ende 2009 spielte er beim zypriotischen Spitzenklub Anorthosis Famagusta, mit dem er die Meisterschaft 2007/2008 gewinnen konnte. Vom Januar bis Juli 2010 spielte er in Griechenland für AO Kavala. Allerdings gelang in 11 Ligaspielen kein einziger Treffer. Am 29. Juli 2010 unterschrieb er einen 2-Jahres-Vertrag mit dem zypriotischen Zweitligisten Aris Limassol. Gleich in seiner ersten Saison bei Aris konnte er mit 19 Treffern entscheidend zum Aufstieg beitragen. In den 10 Saisons in der zypriotischen Liga erzielte Łukasz Sosin 147 Tore in 244 Spielen.

## Sonstiges
Seit dem 15. September 2017 ist Sosin Leiter der Nachwuchsabteilung des zyprischen Erstligisten Paphos FC. 

## Nationalmannschaft
Sosins Treffsicherheit auf Zypern entging auch nicht dem damaligen polnischen Nationaltrainer Paweł Janas. Er nominierte ihn 2006 für drei Freundschaftsspiele (2:1 Saudi-Arabien, 0:1 Litauen und 4:0 Färöer), in denen Łukasz Sosin zweimal für die polnische Nationalmannschaft traf. Sein letztes Länderspiel bestritt er 2009 beim 10:0 gegen San Marino.

## Erfolge
- 1× Polnischer Meister (2001)
- 1× Polnischer Supercupsieger (2001)
- 1× Torschützenkönig der 2. Polnischen Liga (1999)
- 2× Zypriotischer Meister (2006, 2008)
- 1× Zypriotischer Supercupsieger (2007)
- 4× Torschützenkönig der Zypriotischen Liga (2004, 2005, 2006 und 2008)